# Martín Mazza
Pedro Vicente Esquerdo y Lope de Castro (Pamplona, 15 de octubre de 1978) conocido por su nombre artístico Martín Mazza, es un actor pornográfico gay, modelo y empresario español.

## Biografía
Nació en el seno de una familia del Opus Dei. Su madre era María Luisa Lope de Castro y Fábregas (descendiente, al igual que Martín, de Pedro de Alvarado, conquistador de Guatemala). Su padre, el doctor Pedro Vicente Esquerdo Orozco, descendía de una famosa familia de médicos a la que había pertenecido José María Esquerdo y Pedro y Álvaro Esquerdo. Hijo único, vivió toda su infancia con sus abuelos, fue educado en un colegio del Opus Dei en Alicante. Su familia fue muy amiga de Francisco Franco y de la alta sociedad de la época, como también de la familia real española. Cuando cumplió la mayoría de edad, dejó a su familia, vivió en Londres y Vancouver, donde descubrió el mundo de las drogas, la prostitución, y la vida nocturna.[cita requerida]
Estudió en universidades de España, terminó la carrera de publicidad en el C.E.U. San Pablo, e hizo un posgrado en dirección de empresas en la Universidad Europea de Madrid. En su vida fue camarero, dj, gogó, relaciones públicas, etc.[cita requerida] Hasta que entró a trabajar en empresas del mundo de la publicidad; eso duró solo 4 años de su vida, montó su propia constructora, y vivió de ello hasta hacerse actor pornográfico, con lo que consiguió fama internacional.[cita requerida]

## Cine
Fue el primer actor pornográfico gay que rodó una película homosexual en un país árabe como Líbano, con esa película se consagró como actor. Durante siete años rodó con productoras pornográficas como Chichi La Rue, con quien empezó. Firmó contratos con las principales productoras del mundo, como Falcon Studios, Hot House, Lucas Entertainment, Raging Stallion, Arena film o Alpha Male. Sus principales lugares de residencia en su época de actor fueron Los Ángeles, Sídney, San Francisco, Londres, Nueva York y Madrid. Fue uno de los pocos actores pornográficos homosexuales en adentrarse también en el porno heterosexual de la mano de Nacho Vidal, con una escena que fue mítica. Siguió usando su nombre artístico como marca. Su carrera artística siguió como modelo e imagen de varias marcas de ropa y empresas de todo el mundo. Acaparó las portadas de numerosas revistas.[cita requerida]

## Otras actividades
Después de su andadura en el mundo de la fama, la televisión y crear su propia imagen, consiguió comprar la empresa donde había sido becario, la revista gay nacional española Zero. Su nueva revista se llamó Oh my god!. Experto en marketing y empresario, creó marca del nombre de su revista, donde produce canciones, hace fiestas multitudinarias, y tiene su propia productora pornográfica junto con el conocido Nacho Vidal. Hoy en día vive en la ciudad de Madrid dirigiendo sus empresas y su revista. 
Escribió varios libros como Historias de un porn star, Cuando todos duermen de relatos homosexuales, etc. También se ha dedicado a la música de baile. Tuvo como productores a Matinée records, Blanco y negro, Anyone records y Be pink". Algunos dj's le dedicaron canciones como "Born to be alive", "So cheap", "I am full of desire", "Ey, what´s your name?", etc. Un gran éxito fue su canción "Saida" cantada en el idioma árabe. Fue imagen de firmas de ropa y marcas de publicidad.